# موضوع الفريد
«موضوع الفريد» هي أغنية لمغني الراب الأمريكي إمينيم والمسار الثالث من الإصدار الفاخر لألبومه الحادي عشر موسيقى للقتل عبر انترسكوب وافترماث و شدي ركوردز . أنتجها إمنينم وكتبه إمينيم ولويس ريستو وتشارلز جونود . يقوم بتجربة الأغنية الرئيسية للمسلسل التلفزيوني المختارات ألفريد هيتشكوك يقدم.

## أغنية مصورة
| مارشال ماذرز | تويتر |
| ‎@Eminem      |       |

             "And my thoughts are like nines cocked / Every line's obscene, pervertedest mind, got the dirtiest rhyme stocked" Face with symbols over mouth Limited run of #AlfredsTheme lyric coffee table books are on the site. DANGER: KEEP OUT OF REACH OF CHILDREN - http://shady.SR/AlfredsThemeLysThemeLyricBook

            "وأفكاري أشبه بالتسعينات الجاهزة / كل سطر فاحش ، عقل منحرف ، حصل على أقذر قافية مخزنة" وجه برموز فوق الفم عرض محدود من كتب طاولة القهوة #AlfredsTheme على الموقع.  خطر: يُحفظ بعيدًا عن متناول الأطفال - http://shady.SR/AlfredsThemeLysThemeLyricBook

        26 مايو 2021

تم إصدار الفيديو الموسيقي الغنائي لـ "Alfred's Theme" في 5 مايو 2021 ويتميز برسوم متحركة مشابهة لـ "Tone Deaf". ويشيد بأفلام ألفريد هيتشكوك بما في ذلك فلم الدوار و بي سايكو. في نفس اليوم ، تم الإعلان عن كتاب غنائي مصور يعتمد على الفيديو الموسيقي على تويتر والذي يمكن شراؤه من متجر إمنينم عبر الإنترنت.
تشمل المقاطع في الفيديو الموسيقي سليم شيدي وهو ينظر من خلال منظاره ( النافذة الخلفية ) ، طائرًا أسود يسحب عين جثة ( الطيور ) ، شادي ينزل على الدرج ( ابتزاز ) ، ويطعن شخصًا ( سايكو ).

## شؤون الموظفين
- مارشال ماذرز - فنان رئيسي ، غناء ، كاتب أغاني ، منتج
- شارل جونود - كاتب
- لويس ريستو - مؤلف الأغاني ولوحات المفاتيح
- برنت كولاتالو - مسجل
- مايك سترينج - مسجل وخلاط
- توني كامبانا - مسجل
- دومينيك ريفينيوس - نحاس ، قرع
- كين لويس - خلاط